# Ochicanthon ernei
Ochicanthon ernei là một loài bọ cánh cứng trong họ Bọ hung (Scarabaeidae).